# Tangaroa tahitiensis
Tangaroa tahitiensis är en spindelart som först beskrevs av Lucien Berland 1934.  Tangaroa tahitiensis ingår i släktet Tangaroa och familjen krusnätsspindlar. Inga underarter finns listade i Catalogue of Life.